# 리훙중
리훙중(李鸿忠, 1956년 8월 ~ )은 중화인민공화국의 정치인이다. 톈진시 중국 공산당 당위원회 서기이다.

## 생애
리훙중은 1975년 8월, 지식청년의 일원으로 선양시 쑤자툰구에서 일했다. 1978년 2월, 지린 대학 역사학과에 입학했다. 1982년 대학을 졸업한 후 선양시 인민정부 판공청 비서처 간부로 임명되었고 1984년 8월 판공청 공문처리조 부조장으로 승진했다. 1985년 4월, 리톄잉이 중국공산당 랴오닝성 성위원회 서기로 재직할 때 판공청 비서를 지냈다. 1985년 6월 리톄잉이 전자공업부 부장으로 임명되어 랴오닝성을 떠나면서 리훙중도 베이징 전자공업부 판공청으로 자리를 옮겼다. 1988년 11월, 리훙중은 광둥성 후이저우시 부시장과 당조성원을 지냈다.
1995년 12월, 중국공산당 후이저우시 시위원회 부서기와 시장 대행, 당조서기에 임명되었고 1996년 9월부터 1997년 7월까지 중국공산당 중앙당교에서 공부를 했다. 2000년 3월 후이저우시 시위원회 서기로 임명되었고 2001년 2월 광둥성 인민정부 부성장과 당조성원으로 선출되었다. 이듬해 5월 중국공산당 광둥성 성위원회 상무위원과 부성장, 당조성원을 임명된 데 이어 2003년 1월 광둥성 성위원회 상무위원과 상무부성장, 당조부서기에 임명되었다. 2003년 6월 중국공산당 선전시 시위원회 부서기와 시장 대행을 거쳐 2005년 3월 광둥성 성위원회 상무위원과 선전시 시위원회 서기로 선출되었다. 2007년 11월, 중국공산당 후베이성위원회 부서기로 임명되었고 같은 해 12월 후베이성 인민정부 부성장과 성장 대행을 겸임했다. 2010년 후베이성 성위원회 서기로 선출되었다.